# Masatomo Nakazawa
Masatomo Nakazawa (中澤 匡智 Nakazawa Masatomo?,  Nerima, Tokio, 14 de febrero de 1983) es un actor, cantante y seiyū japonés, afiliado a Haikyō.

## Biografía
Nakazawa nació el 14 de febrero de 1983 en la ciudad de Nerima, Tokio. Tiene una hermana y un hermano gemelo, además de ser pariente de la cantante y también actriz de voz, Rika Morinaga. Asistió a la Universidad de Nihon y se inscribió en un curso de actuación en el departamento de cine, aunque posteriormente lo abandonó. Durante su tiempo en la universidad estuvo afiliado a Ken Production. 
Nakazawa comenzó su carrera en 2003, con un pequeño papel secundario en Ai Yori Aoshi, y le seguirían varios más en series como Fullmetal Alchemist: Brotherhood, Hetalia: The World Twinkle, Silver Spoon y Haikyū!!. Es más conocido por su papel del androide Clear en la franquicia de novelas visuales Dramatical Murder y su respectiva adaptación a anime en 2014. Para Dramatical Murder, Nakazawa interpretó el tema Kurage no Uta (海月の歌 lit. La canción de las medusas?), una canción cantada por su personaje. 
En junio de 2016, Nakazawa se convirtió en un artista independiente, pero posteriormente se afilió a Tokyo Actor's Consumer's Cooperative Society (Haikyou) en diciembre de 2016.

## Filmografía

### Anime
2003
- Ai Yori Aoshi como Joven
- Dear Boys como Estudiante

2009
- Fullmetal Alchemist: Brotherhood como Soldado

2013
- Silver Spoon como Naoki Toyoda

2014
- Jinsei como Kaname Ashitagawa
- Dramatical Murder como Clear[4]
- Haikyū!! como Kenji Futakuchi

2015
- Haikyū!! como Kenji Futakuchi[5]
- Ranpo Kitan Gēmu Obu Rapurasu como Keiji A. Yajiuma
- Hetalia: The World Twinkle como Hutt River

2017
- Mobile Suit Gundam: Iron-Blooded Orphans como Arianerod Fleet Soldier
- Fūka como Kankyaku
- Kirakira PreCure a la Mode como Ryuta Yokogawa
- Sakura Quest como Nakayama
- ID-0 como Operador C
- Princess Principal como Eric

2019
- Given como Haruki Nakayama

2022
- Blue Lock como Wataru Kuon

### OVAS
2014
- BLB como Yuhito Baba

2017
- Landreaall

2018
- Yarichin Bitch Club como Itsuki Shikatani

### Videojuegos
2012
- PhaseD como Haruka Kuze
- Project X Zone como Varios
- Dramatical Murder como Clear

2013
- Dramatical Murder re:connet como Clear

2014
- Dramatical Murder re:code como Clear

2018
- Lucky Dog 1 +BadEgg como Giancarlo Bourbon del Monte

2020
- Ensemble Stars! como Tatsumi Kazehaya